# Microregione di Pirassununga
Pirassununga è una microregione dello Stato di San Paolo in Brasile, appartenente alla mesoregione di Campinas.

## Comuni
Comprende 4 comuni:
- Aguaí
- Pirassununga
- Porto Ferreira
- Santa Cruz das Palmeiras